# Weberstraße 23 (Quedlinburg)

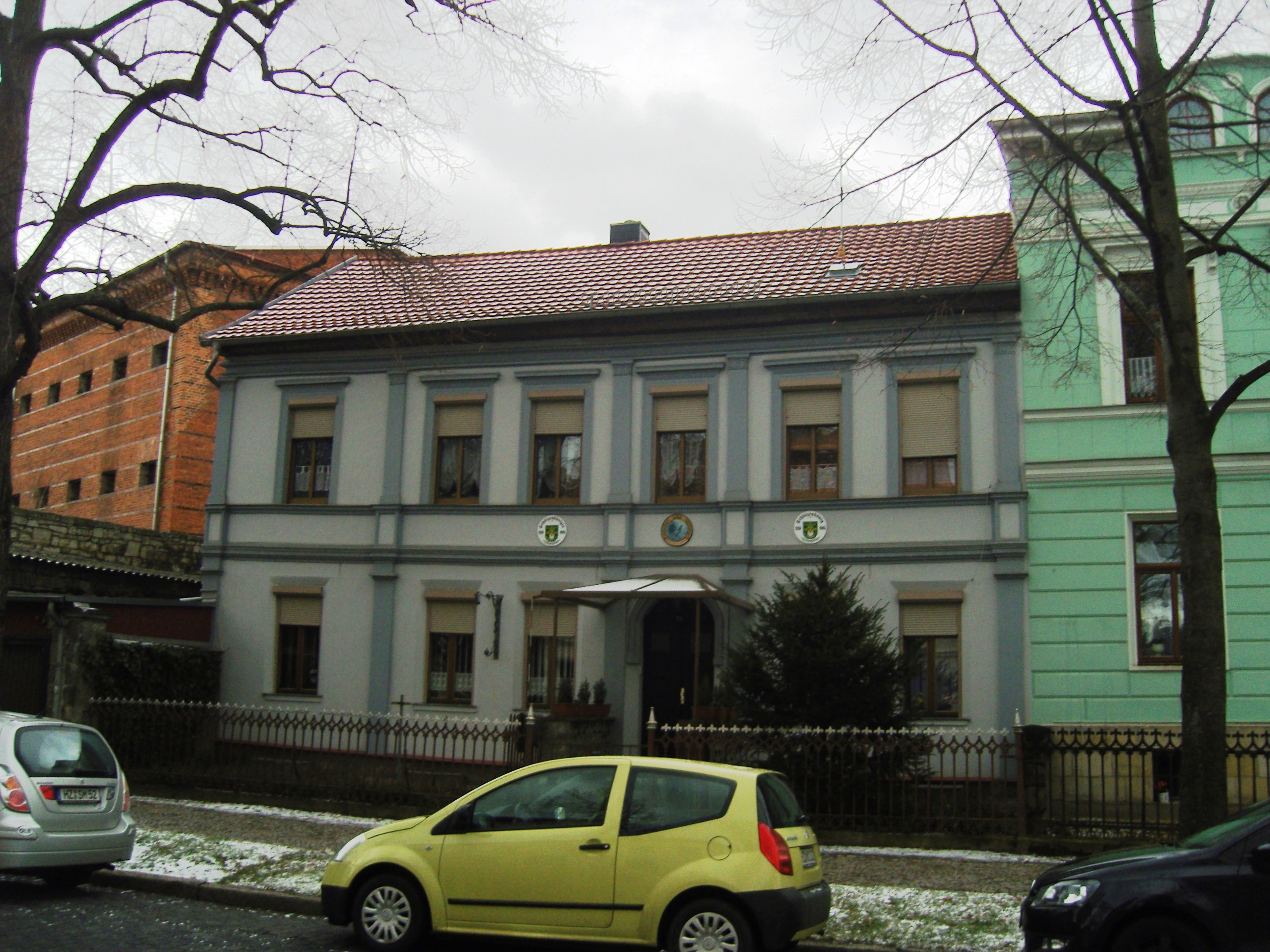
Haus Weberstraße 23

Das Haus Weberstraße 23 ist ein denkmalgeschütztes Gebäude in der Stadt Quedlinburg in Sachsen-Anhalt.

## Lage
Es befindet sich im nördlichen Teil der historischen Quedlinburger Neustadt. Im Quedlinburger Denkmalverzeichnis ist es als Wohnhaus eingetragen. Nördlich grenzt das gleichfalls denkmalgeschützte Haus Weberstraße 24 an.

## Architektur und Geschichte
Das zweigeschossige in massiver Bauweise errichtete Gebäude entstand in der Mitte des 19. Jahrhunderts. Das im spätklassizistischen Stil gestaltete Haus ist mit Pilastern gegliedert. Der Hauseingang ist als Rundbogen gestaltet.
Der Vorgarten ist mit einem im neogotischen Stil gestalteten Gitterzaun umgrenzt.